# Jana Kratochvílová (album)
Jana Kratochvílová je první sólová deska Jany Kratochvílové, vydaná firmou Supraphon v roce 1980 ve spolupráci s Mladým světem. Obsahuje hity jako Smaragdové lasery, V stínu kapradiny nebo Trajler BX60.

## Seznam skladeb
| Strana 1 | Strana 1          | Strana 1                                 | Strana 1 |
| Pořadí   | Název             | Autor                                    | Délka    |
| -------- | ----------------- | ---------------------------------------- | -------- |
| 1.       | No a co           | Pavel Trnavský, Jaroslav Machek          | 3:50     |
| 2.       | Smaragdové lasery | Pavel Trnavský, Vladimír Čort            | 3:40     |
| 3.       | V stínu kapradiny | Jana Kratochvílová, Pavel Vrba           | 4:30     |
| 4.       | Divoký vítr       | Michal Pavlíček, Jiří Burian – Ivo Marek | 3:25     |
| 5.       | Blues pro tuláka  | Pavel Trnavský, Pavel Zvěřina            | 5:20     |

| Strana 2 | Strana 2                    | Strana 2                                | Strana 2 |
| Pořadí   | Název                       | Autor                                   | Délka    |
| -------- | --------------------------- | --------------------------------------- | -------- |
| 6.       | Trajler BX60                | Jana Kratochvílová, Vladimír Čort       | 4:00     |
| 7.       | Nálada ztracených lásek     | Pavel Trnavský, Jiří Burian – Ivo Marek | 4:11     |
| 8.       | Tanečník                    | Pavel Trnavský, Jiří Burian – Ivo Marek | 4:05     |
| 9.       | V mý hlavě mi slunce lítá   | Michal Pavlíček, Petr Mach              | 4:05     |
| 10.      | Tajemství ostrovů v příboji | Pavel Trnavský, Vladimír Čort           | 4:35     |

## Aranžmá
Jan Hála (5,6), s Pavlem Trnavským (1-3,7,8,10), Michal Pavlíček (4,9)

## Credits
- Michal Pavlíček – kytara
- Pavel Trnavský, Jiří Hrubeš – bicí
- Václav Veselý, Vladimír "Guma" Kulhánek – baskytara
- Jan Hála – klávesy
- Yo Yo Band (Richard Tesařík, Vladimír Tesařík, Ondřej Hejma) – vokály